# Rudi Van Den Bossche
Rudi Van Den Bossche (1957) is een Vlaams filmregisseur, scenarioschrijver en producer.

## Loopbaan
Van Den Bossche was van 1975 tot 1994 regieassistent bij de BRT. Hij begon zijn carrière als productieleider en assistent-regisseur bij het theatergezelschap Ancienne Belgique (Mathonet) maar ging in 1975 aan de slag als studiomeester/opnameleider bij de BRT, waar hij meewerkte aan verscheidene televisieprogramma's en fictiereeksen, zoals De piramide, het jeugdfeuilleton Xenon, Langs de Kade en Niet voor publikatie.
Met de komst van VTM werd hem gevraagd als producer voor Media Lounge te gaan werken (1990), totdat hij in 1994 besloot zijn eigen productiehuis Antares Productions op te starten. Nadien richtte hij nog samen met de maatschappijen Primetime en Living Stone het productiehuis Cine3 op, dat zich voornamelijk richtte op jeugdfilms. In 2011 besloot hij zijn projecten verder te ontwikkelen binnen zijn eigen maatschappij Antares Productions.

## Producer
- Bingo (2013)
- Blinker en de Blixvaten (2008)
- Blinker en het Bagbag-juweel (2000)
- Blinker (1999)
- Bardi's Psychostunts (1996)

## Schrijver
- Cruise Control (2020)
- Bingo (2013)
- Blinker en de Blixvaten (2008)
- Suske en Wiske: De duistere diamant (2004)
- Olivetti 82 (2001)

## Regie
- Cruise Control (2020)
- Bingo (2013)
- Suske en Wiske: De duistere diamant (2004)
- Sprookjes (2004)
- Olivetti 82 (2001)